# Rekta (przystanek kolejowy)
Rekta (biał. Рэкта, ros. Ректа) – przystanek kolejowy w pobliżu miejscowości Papkouka, w rejonie horeckim, w obwodzie mohylewskim, na Białorusi. Położony jest na linii Orsza - Krzyczew - Uniecza.
Nazwa pochodzi od pobliskiej miejscowości Rekta.